# Dorialus gezira
Dorialus gezira är en insektsart som först beskrevs av Rauno E. Linnavuori 1973.  Dorialus gezira ingår i släktet Dorialus och familjen kilstritar. Inga underarter finns listade i Catalogue of Life.